# Кудряшов, Кирилл Дмитриевич
Кирилл Дмитриевич Кудряшов (род. 21 августа 1987, Юрьев-Польский, Владимирская область) — российский биатлонист, призёр чемпионата России. Мастер спорта России.

## Биография
В юниорском возрасте выступал за Свердловскую область, на взрослом уровне представлял Московскую область, Центр зимних видов спорта (г. Пушкино) и спортивное общество «Динамо». Воспитанник тренера Е. В. Петрова, также тренировался под руководством В. В. Норицына, Ю. Ф. Кашкарова и А. В. Падина.
Чемпион в эстафете и двукратный серебряный призёр (спринт и гонка преследования) II Всероссийской зимней Универсиады (2012).
Завоёвывал серебряные (2011, командная гонка) и бронзовые (2010, эстафета) медали чемпионата России.
В 2011 году принимал участие в чемпионате мира по летнему биатлону в Нове-Место, занял 26-е место в спринте и 25-е — в гонке преследования.
Окончил Уральский государственный горный университет (Екатеринбург, 2010).